# إيغور كيريلوف (عسكري)
إيغور كيريلوف (13 يوليو 1970 - 17 ديسمبر 2024) هو عسكري روسي رتبة فريق جنرال، شغل منصب قائد قوات الدفاع الإشعاعي والكيميائي والبيولوجي في الجيش الروسي.

## مقتله
قُتل كيريلوف ومساعده في انفجار في موسكو في 17 ديسمبر 2024، وذلك أثناء مغادرتهما مجمعًا سكنيًا على طول شارع ريازانسكي بروسبكت. ألقت السلطات باللوم في وفاته على تفجير عبوة ناسفة مخبأة في دراجة كهربائية، وتحدثت تقارير إعلامية عن أن العبوة الناسفة انفجرت لحظة خروج كيريلوف ومساعده من المبنى حوالي الساعة السادسة صباحا يوم 17 ديسمبر 2024. وأعلن جهاز الأمن الأوكراني مسؤوليته عن الاغتيالات. وأتى مقتله مع تواصل الهجوم الروسي في أوكرانيا الذي بدأ في فبراير 2022.